# 에도아르도 마펠리 모치
에도아르도 마펠리 모치(이탈리아어: Edoardo Mapelli Mozzi, 1983년 11월 19일 ~ )는 영국의 부동산 개발업자이자 이탈리아 귀족 가문의 일원이다. 그는 부동산 개발 및 인테리어 디자인 회사인 반다 프로퍼티의 설립자이자 최고 경영자이다. 그가 요크 공작 앤드루의 장녀이자 찰스 3세의 조카인 요크 공녀 베아트리스와 결혼한 2020년에 영국 왕실의 일원이 되었다. 그는 베아트리스와의 사이에서 얻은 두 딸과 대만계 미국인 건축가 다라 황과의 이전 관계에서 얻은 아들 하나가 있다.